# Hippopotamyrus paugyi
Hippopotamyrus paugyi är en fiskart som beskrevs av Antoine Lévêque och Bigorne, 1985. Hippopotamyrus paugyi ingår i släktet Hippopotamyrus och familjen Mormyridae. IUCN kategoriserar arten globalt som livskraftig. Inga underarter finns listade i Catalogue of Life.